# John 5
John William Lowery, mais conhecido como John 5, (Grosse Point, 31 de Julho de 1971) é um guitarrista norte-americano, atualmente na banda de glam metal Mötley Crüe.
John 5 já trabalhou com artistas como: Marilyn Manson, David Lee Roth, Steve Vai, Joe Satriani, Paul Stanley e na música Hour I de Humanity: Hour I do Scorpions. Ele é guitarrista de sessão do Lynyrd Skynyrd compondo várias músicas.
John 5 foi eleito #10 de 50 Guitarristas mais rápidos de todos os tempos pela revista Guitar World.

## Biografia
John Lowery nasceu em 1971 e começou a tocar guitarra com 7 anos. John diz que veio de uma família de classe alta e seus pais sempre o apoiaram e permitiam que ele tocasse em clubes e bares desde que suas notas na escola fossem boas. Aos 18 anos, se mudou para Califórnia depois de ouvir a música "Welcome to the jungle" da banda Guns and Roses para ser um guitarrista profissional.
Em 1998, o cantor Marilyn Manson pediu para que John entrasse em sua banda e deu-lhe o nome "John 5" por ser o quinto guitarrista que passou pela banda. John tocou nas turnês "Rock Is Dead", "Guns, God and Government" e "Grotesk Burlesk" e deixou a banda em 2004 para se dedicar ao seu trabalho solo. Apesar de ter saído da banda, John continuou usando seu pseudônimo.
Em 2004 ainda, lançou seu primeiro disco solo chamado "Vertigo" e em 2005 lançou "Songs for Sanity" com participações de Albert Lee e Steve Vai. Nesse mesmo tempo, começou a contribuir com o cantor Rob Zombie e formou a banda Loser que, devido aos compromissos com o cantor, teve fim em 2006.
John contribuiu em 8 de 11 músicas no cd de Rob Zombie e se tornou membro oficial da banda.
Em 2007, lançou o cd solo "The Devil Knows My Name" com participações de Joe Satriani, James Root (guitarrista da banda Slipknot), Eric Johnson e outros.
John casou-se com a modelo e atriz pornô Aria Giovanni em 2005 e se divorciaram em 2006.
John diz que tem uma carreira invejavel porém tem a pior vida pessoal do mundo. Daí o nome do álbum "The Devil Knows My Name". Em 2016  John 5 participou do cd do ex-guitarrista do KISS, Ace Frehley, "Origins Vol 1, em duas músicas: Spanish Castle Magic, de Jimmy Hendrix, e Parasite, do KISS.

## Discografia

### Solo
Álbuns
- Vertigo - 2004
- Songs For Sanity - 2005
- The Devil Knows My Name (3 de Abril de 2007)
- Requiem (3 de Junho de 2008)
- Remixploitation - 2009
- The Art of Malice - 2010
- God Told Me To - 2012
- Careful With That Axe - 2014
- Seasons of the Witch- 2017

DVD
- God is Closed Vol. 1 (disco bonús para Vertigo no Japão)

### Marilyn Manson
Álbuns
- Mechanical Animals (como guitarrista ao vivo, 1998)
- The Last Tour On Earth (álbum ao vivo, 1999)
- Holy Wood (2000)
- The Golden Age of Grotesque (2003)
- Lest We Forget, (coletânea lançada após John 5 ter saído da banda, em 2004.)

### Rob Zombie
Álbuns
- Educated Horses (2006)
- Zombie Live (2007)
- Hellbilly Deluxe 2 (2009)
- Venomous Rat Regeneration Vendor (2013)

### Lynyrd Skynyrd
Álbuns
- God & Guns (2009)
- Last Of A Dyin' Breed (2012)

DVD
- Ozzy Osbourne's Ozzfest 10th Anniversary (2005)

### Com outros artistas
2wo
- Voyeurs (1998)

David Lee Roth
- DLR Band (1998)
- Diamond Dave (2003, co-autoria da música "Thug Pop")

Sebastian Bach
- Kicking And Screaming (2011, participação na música "Tunnelvision")

Paul Stanley
- Live to Win (2006, co-autoria da música "Where Angels Dare")

Adler
- "Back From the Dead" (2012, participação em "Good to be Bad")

## Desempenho em paradas musicais
| Ano  | Trabalho          | Ranking                   | Posição | Ref.  |
| ---- | ----------------- | ------------------------- | ------- | ----- |
| 2010 | The Art of Malice | Billboard Top Heatseekers | #27     | [ 2 ] |
| 2012 | God Told Me To    | Billboard Top Heatseekers | #28     | [ 2 ] |

## Prêmios e indicações
- 2011 - Vegas Rock Magazine Awards - Best Rock Guitarrist (vencedor)[3]
- 2011 - Revolver Golden Gods Awards - Best Guitarrist (indicado)
- 2013 - Revolver Golden Gods Awards - Best Guitarrist (vencedor)[4]